# Passeport de l'Union africaine
Le passeport de l'Union africaine, est un passeport mis en place le 17 juillet 2016 par l'Union africaine pour en quelque sorte « remplacer » les passeports nationaux et donner aux citoyens africains des 55 États membres de l'Union africaine, la liberté de circuler en toute sécurité sur le continent africain, sans visa,,. Il a été lancé le 17 juillet 2016 durant la 27e session ordinaire de l'Union africaine, qui a eu lieu à Kigali, au Rwanda, sous présidence du Rwandais Paul Kagame et le président tchadien Idriss Déby,,,,.

## Types de passeports
Trois types de passeport seront édités :
- Des passeports ordinaires, délivrés aux citoyens pour leurs voyages à l'étranger (par exemple pour des vacances ou des visites commerciales). Ils ont 32 pages et sont valables 5 ans ;
- Des passeports officiels, délivrés aux officiels liés à des organisations gouvernementales qui doivent voyager officiellement ;
- Des passeports diplomatiques, délivrés aux diplomates et consuls dans le cadre de leurs missions et à leur accompagnateurs.

## Langues
Le passeport comporte des inscriptions en cinq langues : anglais, français, arabe, portugais et swahili. Les paroles de l'hymne de l'Union africaine sont imprimées sur la page immédiatement après la page de l'image.

## Apparence du passeport

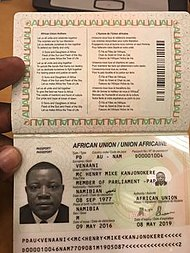
La page d'identité d'un passeport de l'Union africaine.

### Page d'identité
- Photographie du détenteur du passeport ;
- Type ;
- Pays émetteur ;
- Numéro de passeport ;
- Nom de famille ;
- Prénom ;mansour[C'est-à-dire ?]
- Nationalité ;
- Date de naissance ;
- Sexe ;Masculin
- Domicile enregistré ;
- Date d'émission ;
- Date d'expiration ;
- Autorité de délivrance ;
- Signature du titulaire.

## Nécessité de visa

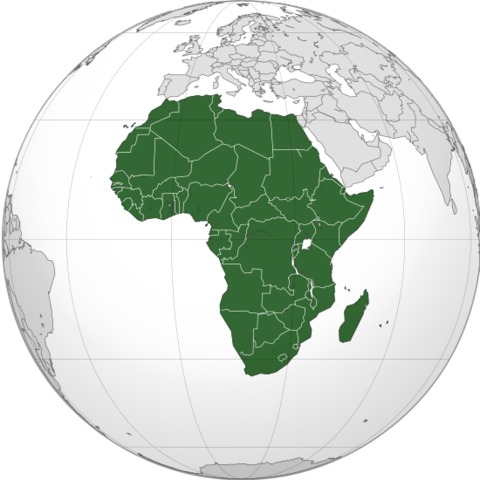
Les 55 États d'Afrique.

Le passeport de l'Union africaine est passeport commun destiné à remplacer les passeports existants des États membres de l'Union africaine, délivrés au niveau national, et à exempter les détenteurs d'avoir à obtenir des visas pour les 55 États d'Afrique.